# Famille de La Piarre (Dauphiné)
 (avril 2025).
Motif : Notoriété non démontrée, défaut de références centrées.
- Archive Wikiwix
- Bing
- Cairn
- DuckDuckGo
- E. Universalis
- Gallica
- Google
- G. Books
- G. News
- G. Scholar
- Persée
- Qwant
- (zh) Baidu
- (ru) Yandex
- (wd) trouver des œuvres sur Wikidata

| 1. | Préciser le motif de la pose du bandeau. | Précisez le motif de la pose du bandeau en utilisant la syntaxe suivante : {{admissibilité à vérifier\|date=août 2025\|motif=remplacez ce texte par le motif}}                                       |
| 2. | Informer les utilisateurs concernés.     | Pensez à avertir le créateur de l'article, par exemple, en insérant le code ci-dessous sur sa page de discussion : {{subst:avertissement admissibilité à vérifier\|Famille de La Piarre (Dauphiné)}} |

Pour les articles homonymes, voir La Piarre.
La famille de La Piarre (La Pierre, Piarre, de Peyre) est une ancienne famille noble originaire du gapençais et des Baronnies (Dauphiné), éteinte au XIXe siècle.

## Histoire
Famille chevaleresque (qu'il ne faut pas confondre avec les Martin de La Piarre), issue de Guérin, chevalier en 1120. 
Lauger de Pierre est au nombre des chevaliers dauphinois qui accompagnent le Dauphin Guigues-André allant au secours du comte de Forcalquier en 1204. 
Les Piarre ou La Piarre sont présents à l'arrière-ban du bailliage de Gap en 1598.

## Personnalités
Principales personnalités: 
- Guérin, chevalier en 1120, fait don de son cheval et de ses armes à l'hopital Saint-Martin de Gap,
- Pierre, écuyer, seigneur d'Aspremont, châtelain de La Chanousse,
- Aymard, écuyer, châtelain du Champsaur,
- Louis, seigneur de Ribiers, rend hommage au Dauphin en 1413,
- Antoine, seigneur de Veynes en 1413,
- Antoine, seigneur de Bruis et Montmorin en 1555,
- Gaspard, écuyer en 1555, épouse Catherine de Montorcier,
- Jacques, seigneur de La Piarre, capitaine de Châteaudauphin en 1550, homme d'arme de la compagnie de M. de Maugiron,
- Michel, seigneur du Mas, capitaine catholique en 1571.

## Titres
- Barons de La Piarre[3].
- Seigneurs de Montmorin, Ribiers, Bruis, Condillac, Bourcheny, Sigottier, Theus.

## Armes
| Image | Armoiries |
| ----- | --- |
|       | Armes: D'azur à trois billettes d'or, au chef de gueules chargé d'un croissant d'argent. - Nota : La ville de Theus, fief des La Piarre, porte les mêmes armes légèrement brisées. |

## Principales alliances
- Dauphiné : de Montauban, de Montferrand, Olphi dit Galhard, de Veynes, de Cardailhac, de Grolée Mévouillon, de Montorcier, Martin de Champoléon, de Révillasc, de Bonne, de Bologne, de La Tour-Gouvernet.